# Ширдий
Ширдий, Ширдой (чечен. ширдий) — один из чеченских тайпов, представители которого являются выходцами из территориальной группы (тукхума) нохчмахкахой, тайп расселён в основном в северо-восточной и центральной части Чечни. Родовое село тайпа является Шерды-Мохк.

## Расселение
Чеченский исследователь-краевед, педагог и народный поэт А. С. Сулейманов, зафиксировал представителей тайпа в следующих населённых пунктах:Герменчук Хамби-Ирзи Старая Сунжа, Бердыкель, Мескер-Юрт, Курчалой, Цоци-Юрт, Майртуп, Нойбёра, Азамат-Юрт, Мекен-Юрт, Зебир-Юрт. 

## История
По мнению некоторых исследователей название тайпа происходит от ширдолг (пращник). Можно предположить, что представителями тайпа были воины, вооруженные пращами. Одновременно можно упомянуть калмыцкое ширди — люди, одетые в стеганый войлок (то есть в бурки).
Основатели данного тайпа являются выходцами из одно-именного села Ширди-юрт Ножай-юртовского района, которое соответственно расположено у подножье горы Ширди, что по соседству с Дагестаном в районе Андийского хребта.
Основателями селения Герменчук считаются предки тайпа ширдий.
Представителем тайпа Ширдий был Асланбек Абдулхаджиев, полевой командир, бригадный генерал Чеченской Республики Ичкерия, один из организаторов, террористического акта в Будённовске.
Одним из самых известных представителей тайпа ширдий в XIX веке был богослов Алимирза Хасамирзаев (1800—1870). Кадий аулов Герменчук и Старый-Юрт (Толстой-Юрт), с 1849 года — старший Грозненский кадий. В 1852—1869 годах — главный кадий Чеченского народного суда («Махкама Чачани»). Один из инициаторов строительства мечети в крепости Грозной (1867 г.).